# Only Girl (in the World)
Only Girl (in the World) è un brano musicale della cantante barbadiana Rihanna, scelto come primo singolo dal suo quinto album Loud e pubblicato il 10 settembre 2010.
Scritto da Crystal Johnson insieme al duo norvegese Stargate e Sandy Vee, produttori del brano, con questo singolo Rihanna si discosta dalle tonalità più cupe dominanti nell'album precedente Rated R e ritorna a uno stile più energico: Only Girl (in the World) è un uptempo dallo stile dance pop, considerata da alcuni una versione "più seducente, più energica, più sexy" di Don't Stop the Music. Il brano ha incontrato il favore di molti critici che hanno gradito molto il corposo ritornello e la produzione musicale. Il singolo ha riscontrato un successo invidiabile in tutto il mondo, piazzandosi al primo posto in 15 Paesi e al secondo posto nelle restanti nazioni, riscuotendo una vasta fortuna soprattutto in Nuova Zelanda e Australia, dove fu certificato rispettivamente disco di platino e cinque volte disco di platino. Only Girl ha esordito al settantacinquesimo posto negli Stati Uniti e ha dominato il primo ad undici settimane dalla sua uscita, restituendo a Rihanna la sua nona numero uno nella classifica. Il brano è arrivato alla numero uno anche in Australia, Irlanda, Italia, Polonia, Norvegia e Regno Unito. Grazie a tale canzone, Rihanna ha trionfato nel titolo miglior brano dance ai cinquantatreesimi Grammy Awards. Il singolo è stato insignito di una nomination nella sua versione remix Rosabel nella categoria miglior musica remixata, non classica ai cinquantaquattresimi Grammy.
Il video musicale realizzato per il singolo è stato diretto da Anthony Mandler e filmato fuori Los Angeles. Esso adotta uno sfondo semplice presentando Rihanna che saltella divertita lungo i fianchi di una collina con costumi floreali e colorati.

## Descrizione
Sulla copertina di Only Girl (in the World), Rihanna si staglia inginocchiata in uno sterminato campo di grano con capelli rossi fuoco con lo sguardo perso nel vuoto e completamente nuda.
Only Girl (in the World) è stato scelto come singolo di lancio dal quinto album di inediti di Rihanna, Loud, ed è stato presentato nello spettacolo radiofonico di Ryan Seacrest, On Air with Ryan Seacrest, il 7 settembre 2010. Durante una webchat con il suo sito di fans Rihanna Daily, Rihanna ha annunciato che avrebbe voluto fare il prossimo passo nella propria evoluzione, e non fare una copia del suo terzo album, Good Girl Gone Bad. Nel febbraio 2011, Tor Erik Hermansen degli Stargate, ha parlato di come esso fosse stato sfornato dicendo "Rihanna è venuta a trovarci prima che ci mettessimo a registrare la canzone e ha detto 'mi sento in pace con me stessa. Ho voglia di fare un passo indietro per divertirmi, ho voglio di dar vita a musica allegra e dinamica". Hermansen ha dovuto precisare che siccome il precedente album di Rihanna, Rated R, non era fornito di alcun up-tempo, hanno preso tutti la decisione di andare in sala di registrazione per fare quello che Rihanna aveva loro richiesto. Only Girl è stato il primo brano completato per il disco, e Rihanna l'ha scelto ancor prima di inciderlo.
Only Girl (in the World) è stato registrato durante il Last Girl on Earth Tour di Rihanna: la parte strumentale del brano è stata registrata da Eriksen e Miles Walker nei Roc the Mic Studios a New York e nei Westlake Recording Studios a Los Angeles, e da Vee nei The Bunker Studios a Parigi.

## Stile
Only Girl (in the World) è un brano up-tempo dance pop che incorpora alcuni elementi di musica eurodance nella sua produzione. Il brano intero incorpora un accentuato ricorso ai sintetizzatori, unito a un "pesante basso martellante" un ritornello «dalle sonorità dance stroboscopiche tipiche da discoteca». Secondo i dati di musica digitale raccolti dal sito Musicnotes.com, il brano è scritto in una misura con un tempo moderato di 126 battiti per minuto. Il brano è scritto nella chiave Fa minore, con l'estensione vocale di Rihanna che si espande dalla nota F♯3 alla nota C♯5. Il bridge del brano è stato invece definito «un regno dei piaceri carnali». I versi risuonano armoniosamente delicati e a momenti sono incrinati dalla voce di Rihanna. Brad Wete, un critico per The Music Mix dell'Entertainment Weekly, ha definito seducenti le parti vocali di Rihanna e che rimandano a "una versione più energica, più sexy" di Don't Stop the Music nel 2007. Rihanna temporeggia prima di pronunciare le battute nel brano.

## Accoglienza
Il brano ha ottenuto giudizi molto positivi dalla critica che ha apprezzato la svolta dance-pop della cantante, oltre che le doti vocali della stessa, e il ritornello energico della canzone. Bill Lamb dal sito About.com ha dato alla canzone una recensione positiva attribuendole 4 stelle e mezzo su 5: "Non mi meraviglierei se la canzone riportasse Rihanna nuovamente alla numero uno delle chart dopo il recente successo di Rude Boy".
Anche la recensione di Gerrick D. Kennedy sulla rivista inglese Los Angeles Times è stata positiva: "Sebbene il singolo non possa considerarsi un vero e proprio ritorno di Rihanna, per il fatto che non è mai andata via, ha ottenuto lo stesso riscontro di un ritorno. Dopo l'approccio più scuro e macabro del suo quarto disco Rated R, Rihanna ha ripreso decisamente quella direzione più disinvolta, più divertente che aveva avuto precedentemente: con questo stile più dance e con le influenze del pop europeo, la canzone sarà sicuramente un successo".
Monica Herrera di Billboard si congratula sia con Rihanna che con il duo Stargate per la produzione: "La canzone è chiaramente mirata per dominare sulle piste da ballo".
James Dinh di MTV News ha ammirato molto il brano: "Dopo la svolta profonda e cupa nel suo ultimo album, con il suo nuovo singolo Rihanna è tornata in pista da ballo". "Nella sua canzone ad alta energia, Rihanna spinge il suo uomo a porla al centro dell'attenzione su un pulsante ritmo elettronico. La sua voce suona delicata nelle strofe, ma poi prorompe nel mostruoso ritornello della canzone". Nick Levine dal sito Digital Spy premia il brano con quattro stelle su cinque, scrivendo che anche se non è molto originale, è il più puro flusso pop di Rihanna da Don't Stop the Music.

## Video
Il video è stato mostrato in anteprima il 12 ottobre sia sul sito ufficiale che sull'account Facebook di Rihanna. È diretto da Anthony Mandler che aveva già lavorato con la cantante per Te amo e Russian Roulette ed è stato girato nella periferia di Los Angeles. Rihanna è la protagonista assoluta del video proprio ad evidenziare come sia l'unica ragazza nel mondo. Nel video si vede la cantante ballare camminare e ballare su una collina, sdraiata su un letto di fiori che si trasformano in una rosa gigante su cui la cantante posa provocante; una Rihanna leggermente vanitosa lancia in aria la sua giacchetta rosa e intrattiene lo spettatore salterellando giocosamente giù da una piccola pendenza naturale, ammiccando e assumendo pose sexy; il suo look è una gonnellina con fantasie di fiori e un semplice corpetto di pizzo bianco nel tratto superiore. Un'altra sequenza del video focalizza la sua attenzione sulla cantante in un completo bianco, con minitop e minipantaloncini, mentre danza o corre per l'ambiente collinare stringendo tra le mani un soffice scialle che frappone tra lei e la telecamera o fa svolazzare come un'innocente ragazzina. Nell'ambiente vengono liberati anche palloncini colorati che contribuiscono ad astrattizzare l'atmosfera.
Le scene finali ritraggono Rihanna dondolare su un'altalena appesa al cielo, ballare di fronte un albero pieno di luci lampeggianti e saltare sullo sfondo di fuochi d'artificio. Il tutto che conferisce al video un'immagine ancora più surreale. Su richiesta della stessa cantante, l'intera clip è stata girata nell'ambito di un filtro rosso per abbinare il nuovo colore dei suoi capelli.
Sul video Rihanna ha dichiarato: "Abbiamo girato il video in un posto un paio di ore al di fuori di Los Angeles; il paesaggio sembra così irreale, finto, come quello su una cartolina. Abbiamo avuto un sacco di sole in questi giorni, quindi è veramente testato l'essenza del video ma in realtà il video mostra solo un grande paesaggio e la persona che sono io."
È uno dei video che ha ottenuto la certificazione Vevo.

### Responsi
Tanner Stransky di Entertainment Weekly ha scritto una buona recensione del video e si è soffermato sul suo tema semplice, affermando che esso fa sembrare "che Rihanna stia parlando direttamente a te, tu scrutatore, e che lei sia la sola e unica tra i bellissimi paesaggi. È un effetto che ti permette di focalizzare a pieno RiRi, con abiti galanti e sportivi con quel rosso fuoco che ha portato ai VMA del mese scorso". Ai MuchMusic Video Awards tenuti in Canada il 19 giugno 2011, il video ha riscosso una nomination come Video dell'anno più visto su MuchMusic.com.

## Tracce
Download digitale
1. Only Girl (in the World) – 3:55

CD singolo (Germania)
1. Only Girl (in the World) – 3:55
2. Only Girl (in the World) (Extended Club Mix) – 5:39

CD singolo (Regno Unito)
1. Only Girl (in the World) - 3:55
2. Only Girl (in the World) (Instrumental) - 3:55

Remix (Masterbeat.com)
1. Only Girl (in the World) (Paul David + Barletta Remix) - 4:01
2. Only Girl (in the World) (The Bimbo Jones Radio Edit) – 3:52
3. Only Girl (in the World) (Rosabel's Only Radio Edit in the World) – 4:09
4. Only Girl (in the World) (Mixin Marc & Tony Svejda Radio Edit) – 4:10
5. Only Girl (in the World) (CCW Radio Edit) – 3:42
6. Only Girl (in the World) (The Bimbo Jones Club Edit) – 7:17
7. Only Girl (in the World) (Rosabel's Only Club Edit in the World) – 8:35
8. Only Girl (in the World) (Mixin Marc & Tony Svejda Club Mix) – 6:25
9. Only Girl (in the World) (CCW Blow It Up Club Mix) – 9:44
10. Only Girl (in the World) (The Bimbo Jones Dub) – 7:32
11. Only Girl (in the World) (Rosabel's Only Dub in the World) – 8:21
12. Only Girl (in the World) (Mixin Marc & Tony Svejda Instrumental) – 6:23

## Esibizioni dal vivo
Only Girl fu eseguito in anteprima in Nord America al Saturday Night Live. Rihanna lo cantò insieme a What's My Name? in una puntata dedicata ad Halloween. Il giorno seguente lo portò dal vivo in Regno Unito, inscenando un banchetto sul palco di X Factor. Rihanna eseguì Only Girl in occasione degli MTV Europe Music Awards 2010 a Madrid, passeggiando su uno strato di fiori rossi. MTV trasmise l'esibizione sostituendo con essa la promozione del video originale. Il brano fu cantato in una puntata di X Factor in Italia.
Katy Perry ha reso omaggio a Rihanna cantando questo brano in una tappa del suo California Dreams Tour. Only Girl (in the World) ha esercitato una grande influsso sulla musica prodotta dal 2011 in poi, in brani come Wet di Nicole Scherzinger, scritto dagli Stargate, stessi autori del successo di Rihanna, o Night of Your Life di David Guetta e Jennifer Hudson.

## Successo commerciale
Il singolo ha debuttato negli Stati Uniti al settantacinquesimo posto della classifica e nella sua seconda settimana, grazie alle 249.000 copie vendute, è salita direttamente alla terza guadagnando 72 posizioni. Alla sua decima settimana di permanenza in top 10, ma soprattutto a distanza di sole due settimane dall'ascesa in prima posizione del secondo singolo, What's My Name? con Drake, la canzone si è portata in testa alla Billboard Hot 100, diventando così la settima numero di Rihanna nella sua carriera solista, e la nona numero uno contando anche Love the Way You Lie e Live Your Life, cantate rispettivamente con Eminem e T.I.. Si tratta di un evento epocale nella storia della classifica statunitense, in quanto per la prima volta il primo singolo di un album si piazza in cima alla Hot 100 dopo che un secondo singolo ha fatto esattamente lo stesso poco prima. Nella medesima settimana, Rihanna conquista anche la vetta della Billboard Pop 100, graduatoria dei brani pop più venduti negli Stati Uniti.
Only Girl riscuote un ottimo successo anche in Australia e Nuova Zelanda, conquistando rapidamente la vetta della classifica dei singoli più venduti in entrambi i Paesi. In Australia, il singolo scalza dalla vetta Dynamite di Taio Cruz. In Austria, il singolo rispunta in classifica l'8 marzo 2013 alla numero sessantacinque.
Le influenze europop e il ritmo rilassato del brano hanno lasciato una profonda impronta in Norvegia, in cui il singolo ha segnato un impressionante esordio direttamente alla prima posizione, dalla quale non si staccherà per ben cinque settimane consecutive. In Francia, il brano incide alti incassi arrivando nel suo esordio al secondo posto, che ha mantenuto per un mese, e lambendo i primi dieci posti in classifica sino al 29 gennaio 2011. Nel Regno Unito, la canzone è entrata alla seconda posizione della classifica, subito dietro a Promise This di Cheryl Cole, vendendo 126.000 copie in una settimana, circa 31.000 in meno della prima in classifica; tuttavia è salito alla prima posizione la settimana successiva, vendendo circa altre 134.000 copie. In Italia il brano, dopo otto settimane, raggiunge il primo posto nella classifica dei singoli più venduti spodestando Loca di Shakira, stabile da sei settimane in vetta: è il secondo singolo di Rihanna a raggiungere la vetta della classifica italiana dopo Love the Way You Lie.

## Classifiche
| Classifica (2010)   | Posizione massima |
| ------------------- | ----------------- |
| Australia           | 1                 |
| Austria             | 1                 |
| Belgio (Fiandre)    | 2                 |
| Belgio (Vallonia)   | 1                 |
| Canada              | 1                 |
| Danimarca           | 2                 |
| Estonia             | 1                 |
| Europa              | 1                 |
| Finlandia           | 2                 |
| Francia             | 2                 |
| Germania            | 2                 |
| Giappone            | 8                 |
| Irlanda             | 1                 |
| Italia              | 1                 |
| Lussemburgo         | 2                 |
| Norvegia            | 1                 |
| Nuova Zelanda       | 1                 |
| Paesi Bassi         | 2                 |
| Polonia             | 1                 |
| Regno Unito         | 1                 |
| Repubblica Ceca     | 5                 |
| Romania             | 1                 |
| Slovacchia          | 1                 |
| Spagna              | 2                 |
| Stati Uniti         | 1                 |
| Stati Uniti (Pop)   | 1                 |
| Stati Uniti (Dance) | 1                 |
| Svezia              | 2                 |
| Svizzera            | 2                 |
| Ungheria            | 1                 |

### Classifiche di fine anno
| Classifica (2010) | Posizione |
| ----------------- | --------- |
| Australia         | 7         |
| Austria           | 18        |
| Belgio (Fiandre)  | 22        |
| Belgio (Vallonia) | 22        |
| Danimarca         | 15        |
| Europa            | 35        |
| Francia           | 7         |
| Germania          | 18        |
| Italia            | 40        |
| Paesi Bassi       | 23        |
| Regno Unito       | 4         |
| Spagna            | 26        |
| Stati Uniti       | 47        |
| Svizzera          | 11        |
| Classifica (2011) | Posizione |
| Australia         | 74        |
| Austria           | 67        |
| Belgio (Fiandre)  | 68        |
| Belgio (Vallonia) | 70        |
| Canada            | 27        |
| Germania          | 64        |
| Giappone          | 94        |
| Paesi Bassi       | 92        |
| Romania           | 44        |
| Spagna            | 20        |
| Stati Uniti       | 40        |
| Svezia            | 32        |
| Svizzera          | 42        |
| Ungheria          | 15        |

## Premi
| Anno | Premio                       | Categoria                    | Risultato       |
| ---- | ---------------------------- | ---------------------------- | --------------- |
| 2011 | Grammy Awards                | Miglior brano dance          | Vincitore/trice |
| 2011 | MTV Video Music Awards Japan | Miglior video femminile      | Candidato/a     |
| 2011 | MTV Video Music Awards Japan | Miglior video R&B            | Candidato/a     |
| 2011 | MuchMusic Video Awards       | Miglior video internazionale | Candidato/a     |
| 2011 | MuchMusic Video Awards       | Video più visto dell'anno    | Candidato/a     |
| 2011 | Soul and Jazz Awards         | Singolo dell'anno            | Candidato/a     |

## Pubblicazione
| Paese       | Data              | Formato           | Etichetta |
| ----------- | ----------------- | ----------------- | --------- |
| Belgio      | 10 settembre 2010 | Download digitale | Def Jam   |
| Finlandia   | 10 settembre 2010 | Download digitale | Def Jam   |
| Francia     | 10 settembre 2010 | Download digitale | Def Jam   |
| Italia      | 10 settembre 2010 | Download digitale | Def Jam   |
| Norvegia    | 10 settembre 2010 | Download digitale | Def Jam   |
| Paesi Bassi | 10 settembre 2010 | Download digitale | Def Jam   |
| Spagna      | 10 settembre 2010 | Download digitale | Def Jam   |
| Svezia      | 10 settembre 2010 | Download digitale | Def Jam   |
| Svizzera    | 10 settembre 2010 | Download digitale | Def Jam   |
| Stati Uniti | 13 settembre 2010 | Download digitale | Def Jam   |
| Canada      | 13 settembre 2010 | Download digitale | Def Jam   |